# Бибщаны
Бибща́ны (укр. Бібщани) — село в Поморянской поселковой общине Золочевского района Львовской области Украины.
Население по переписи 2001 года составляло 370 человек. Занимает площадь 1,252 км². Почтовый индекс — 80762. Телефонный код — 3265.